# Fresno megye
Fresno megye az Amerikai Egyesült Államokban, azon belül Kalifornia államban található. Lakosainak száma 1 008 654 fő (2020. április 1.). Fresno megye Monterey, Tulare, Kings, Madera, Mono, Inyo, Merced és San Benito megyékkel határos.

## Népesség
A megye népességének változása:
| Lakosok száma | 932 719 | 940 974 | 947 581 | 955 272 | 974 861 | 999 101 | 1 008 654 |
|               | 2010    | 2011    | 2012    | 2013    | 2015    | 2019    | 2020      |